# Allende Alto 1ra. Sección
Allende Alto 1ra. Sección är en ort i Mexiko.   Den ligger i kommunen Macuspana och delstaten Tabasco, i den sydöstra delen av landet, 700 km öster om huvudstaden Mexico City. Allende Alto 1ra. Sección ligger 22 meter över havet och antalet invånare är 257.
Terrängen runt Allende Alto 1ra. Sección är mycket platt. Runt Allende Alto 1ra. Sección är det ganska tätbefolkat, med 67 invånare per kvadratkilometer. Närmaste större samhälle är Macuspana, 17,3 km väster om Allende Alto 1ra. Sección. Trakten runt Allende Alto 1ra. Sección består till största delen av jordbruksmark.